# Эргашев, Юлдаш
Эргашев Юлдаш (род. 5 сентября 1925, Сафарабад) — советский стрелок; командир стрелкового отделения стрелковой роты 327-го гвардейского горнострелкового полка 128-й гвардейской горнострелковой дивизии, гвардии старший сержант, Полный Кавалер ордена Славы.

## Биография
Родился 5 сентября 1925 года в кишлаке Сафарабад Алтынкульского района Андижанской области Узбекистана в крестьянской семье. По национальности — узбек. Окончил 8 классов. Работал бригадиром в колхозе.

### Служба в Красной Армии
В Красной Армии и на фронтах Великой Отечественной войны с апреля 1943 года.
Стрелок стрелковой роты 327-го гвардейского горнострелкового полка (128-я гвардейская горнострелковая дивизия, Отдельная Приморская армия) гвардии красноармеец Юлдаш Эргашев 12 апреля 1944 года в бою под городом Алушта первым достиг траншеи противника, гранатами забросал пулемёт с расчётом, истребил семь вражеских солдат.
За мужество и отвагу, проявленные в боях, 6 июня 1944 года гвардии красноармеец Эргашев Юлдаш награждён орденом Славы 3-й степени.
12 октября 1944 года в бою за населённый пункт Солинка, расположенный в сорока километрах южнее польского города Санок, стрелок 327-го гвардейского горнострелкового полка (128-я гвардейская горнострелковая дивизия, 1-я гвардейская армия, 4-й Украинский фронт) гвардии красноармеец Юлдаш Эргашев, выдвинувшись вперёд, из винтовки поразил двух снайперов и расчёт пулемета. В этом бою получил ранение.
За мужество и отвагу, проявленные в боях, 14 декабря 1944 года гвардии красноармеец Эргашев Юлдаш награждён орденом Славы 2-й степени.
В мае 1945 года в боях за город Оломоуц (Чехословакия) командир стр. отделения 327-го гвардейского горнострелкового полка (128-я гвардейская горнострелковая дивизия, 60-я армия, 4-й Украинский фронт) гвардии старший сержант Эргашев уничтожил восемь гитлеровцев и одного пленил.
За мужество и отвагу, проявленные в боях, 24 августа 1945 года гвардии старший сержант Эргашев Юлдаш повторно награждён орденом Славы 2-й степени.
В 1945 году демобилизован.
Указом Президиума Верховного Совета СССР от 24 декабря 1971 года за образцовое выполнение заданий командования в боях с немецко-фашистскими захватчиками гвардии старший сержант в отставке Эргашев Юлдаш перенаграждён награждён орденом Славы 1-й степени, став полным кавалером ордена Славы.

### После войны
Вернулся на родину. В 1961 году он окончил Государственный педагогический институт в городе Фергана (Узбекистан). До ухода на заслуженный отдых работал в школе кишлака Сафарабад.

## Награды
- полный кавалер ордена Славы:
  - Орден Славы 3-й степени № 103184 приказом от 6 июня 1944 года
  - Орден Славы 2-й степени № 36047 приказом от 14 декабря 1944 года
  - Орден Славы 1-й степени № 3170 приказом от 24 декабря 1971 года
- Орден Отечественной войны 1-й степени
- Орден Октябрьской Революции
- Медали